# Assembleia Municipal de Setúbal
A Assembleia Municipal de Setúbal é um órgão representativo do Município de Setúbal dotado de poderes deliberativo, que visa a promoção e salvaguarda dos interesses próprios da respectiva população. Tem poderes de fiscalização sobre o executivo municipal e delibera sobre as matérias mais importantes para o município, sob proposta da Câmara Municipal, nos termos da lei. Pode igualmente pronunciar-se sobre outras matérias de interesse para o município e receber petições dos cidadãos e das suas organizações.
A Assembleia Municipal, pela sua composição, atribuições e competências pretende ser aberta às necessidades, preocupações e aspirações de todos os munícipes, veiculadas através das diferentes forças políticas representadas, das organizações da sociedade civil ou de cidadãos individuais, estando previstas múltiplas formas de todos poderem participar e intervir nas reuniões plenárias deste órgão autárquico. O funcionamento da Assembleia Municipal é regulado pela lei e pelo Regimento aprovado para o atual mandato em junho de 2022.

## Composição
A Assembleia Municipal é constituída por 33 membros eleitos directamente e pelos Presidentes das 5 juntas de freguesia de Setúbal, num total de 38 membros, intitulados deputados municipais.
Os deputados municipais podem constituir-se em Grupos Municipais, segundo os respectivos partidos. Os deputados não integrados em grupo municipal exercem o seu mandato como independentes.
Os trabalhos da Assembleia Municipal são dirigidos pela Mesa.

### Mesa da Assembleia
- Presidente: Manuel Pisco Lopes - Coligação Democrática Unitária
- Primeiro-Secretário: Eusébio Candeias - Coligação Democrática Unitária
- Segundo Secretário: Yolande Cloetens - Coligação Democrática Unitária

### Deputados eleitos diretamente
- João Afonso Almeida da Silva Luz - Coligação Democrática Unitária
- Afonso Augusto da Silva Luz - Coligação Democrática Unitária
- Jerónimo Manuel Fragoso Lopes - Coligação Democrática Unitária
- Vanessa Alexandra Vilela da Silva - Coligação Democrática Unitária
- Luís Leitão - Coligação Democrática Unitária
- Ana Rita Curto de Mesquita Drouilleit - Coligação Democrática Unitária
- Simão Monteiro Calixto - Coligação Democrática Unitária
- Diamantino António Caldeira Estanislau - Coligação Democrática Unitária
- Joana Margarida Banito Tomé - Coligação Democrática Unitária

- Ana Catarina Veiga dos Santos Mendonça Mendes - Partido Socialista
- Paulo Alexandre da Cruz Lopes - Partido Socialista
- Maria João Teigas Santos Palma - Partido Socialista
- Ilídio Fernandes Ferreira - Partido Socialista
- Eunice Maria Cândido Pratas - Partido Socialista
- Manuel Joaquim Gonçalves Fernandes - Partido Socialista
- António Hugo Lindo dos Santos Caracol - Partido Socialista
- Rafaela Isabel Graça Nunes - Partido Socialista
- Manuel Jorge Silva Esteves - Partido Socialista
- Marco Rúben dos Santos Martins Catarino da Costa - Partido Socialista

- Nuno Miguel Oliveira de Carvalho - Partido Social Democrata
- Rui Miguel da Costa Lamim Vieira - Partido Social Democrata
- Maria Paula Soeiro Cândido - Partido Social Democrata
- António Miguel da Costa Ferreira - Partido Social Democrata
- Isabel Maria Conde da Silva Ramalho - Partido Social Democrata
- Alexandre Miguel Cardoso Teles - Partido Social Democrata

- Nuno Miguel da Costa Gabriel - CHEGA
- Luís Miguel Leitão Maurício - CHEGA

- Vítor Manuel Freitas Rosa - Bloco de Esquerda

- Mariana Vieira Crespo - Pessoas-Animais-Natureza

- Flávio Miguel Matos Lança - Iniciativa Liberal

### Presidentes de Juntas de Freguesia (deputados eleitos indiretamente por inerência)
- Presidente da União das Freguesias de Setúbal – Rui Manuel do Rosário Canas - Coligação Democrática Unitária
- Presidente da Junta de Freguesia de S. Sebastião – Nuno Miguel Rodrigues Costa - Coligação Democrática Unitária
- Presidente da Junta de Freguesia de Gâmbia-Pontes-Alto da Guerra – Luís Custódio - Coligação Democrática Unitária
- Presidente da Junta de Freguesia do Sado – Marlene Sofia Baião Caetano - Coligação Democrática Unitária
- Presidente da União das Freguesias de Azeitão – Sónia Cristina Pereira Paulo - Coligação Democrática Unitária

## Comissões de Trabalho
Para o mandato 2021-2025, foi aprovada a constituição de 3 Comissões de Trabalho, cuja designação e âmbito são os seguintes:
- Comissão de Economia, Administração e Finanças
- Comissão de Educação, Cultura e Questões Sociais
- Comissão de Urbanismo e Mobilidade
- Comissão de Ambiente e Bem-estar Animal

## Presidentes da Assembleia Municipal de Setúbal
| # | Nome (Nascimento–Morte)       | Retrato | Início do mandato | Fim do mandato | Eleições | Partido | Partido                                                |
| - | ----------------------------- | ------- | ----------------- | -------------- | -------- | ------- | ------------------------------------------------------ |
|   | André Valente Martins (1953-) |         | 2017              | 2021           | 2017     |         | Coligação Democrática Unitária (Presidente ecologista) |
|   | Manuel Joaquim Pisco Lopes    |         | 2021              | presente       | 2021     |         | Coligação Democrática Unitária (Presidente comunista)  |